# Davle
Davle (jednotné číslo; německy Dawle) je městys v okrese Praha-západ ve Středočeském kraji. Nachází se přibližně 22 kilometrů jižně od centra Prahy, na soutoku Vltavy a Sázavy. Žije zde přibližně 1 900 obyvatel.
Sousedními obcemi sídla jsou Březová-Oleško, Hradištko, Petrov, Líšnice, Hvozdnice, Klínec, Měchenice a Štěchovice.
Svou polohou je startovním, případně cílovým místem pro turistické výlety. V rekreačním období se počet obyvatel obce několikanásobně zvyšuje přítomností rekreantů, pravidelných (majitelů chat v Davli a okolí) či projíždějících, kteří využívají místních služeb. Pro okolní obce plní Davle funkci přirozeného centra.

## Historie
První zmínka o obci Davli je spojována se založením benediktinského kláštera sv. Jana Křtitele, který založil v roce 999 na vltavském ostrově sv. Kiliána (před soutokem se Sázavou) český kníže Boleslav II. Přestože je osada pravděpodobně staršího původu než klášter, ke kterému náležela jako jedna z 31 osad a vsí, bere se rok 999 za rok, kdy lze poprvé historicky prokázat její existenci. V bule papeže Klimenta V. z roku 1310 se o Davli hovoří jako o městysi. Davle již od středověku měla znak a trhové právo. Význam vyplynul přirozeně z polohy místa u důležitých vodních cest, podél kterých vedly i pozemní stezky.

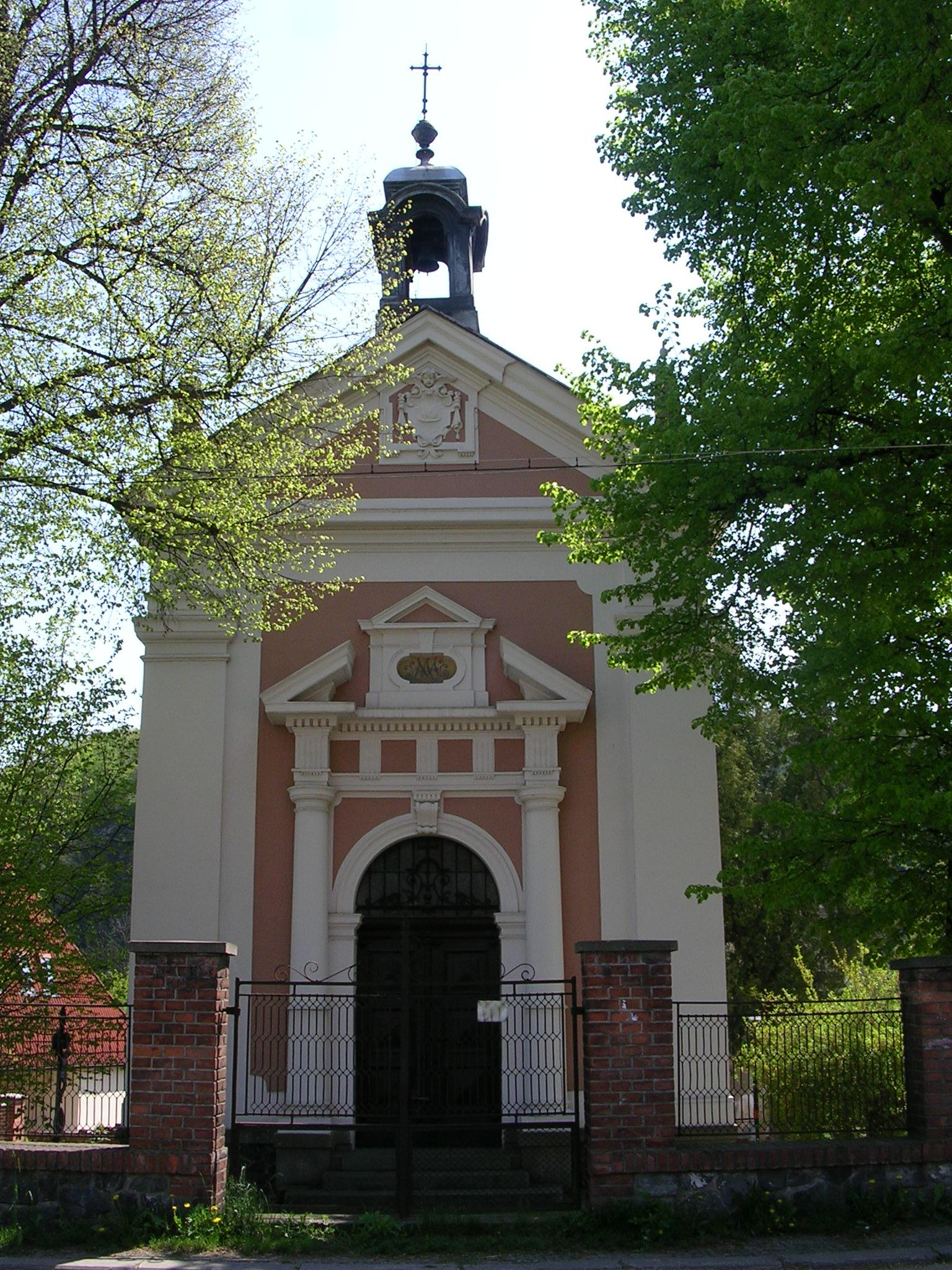
Kaple Navštívení Panny Marie

Klášter byl roku 1517 opuštěn. V kraji byla rozvinuta řemesla, například hrnčířství, kovářství, sedlářství a obuvnictví. V druhé polovině 13. století se v okolí soutoku těžilo zlato. Obec byla i významným bodem pro voroplavbu i jinou vodní dopravu na obou řekách. V roce 1848 byla obec součástí panství Slapy a Davle a patřila k Berounskému kraji.
Od roku 1900 vede do Davle železnice. Od roku 1905 je v Davli most, v letech 1906–1909 byl zregulován tok Zahořanského potoka, který se do Vltavy zprava vlévá v osadě Libřice, přičemž v rámci prevence půdní eroze byly zalesněny okolní svahy.
V létě roku 1968 se v Davli natáčely scény k filmu Most u Remagenu. Remagenský most byl ve filmu představován starým davelským mostem.
Obci byl 11. března 2008 obnoven status městyse.

### Vybavení obce, kulturní život a slavní obyvatelé
V historii obce působilo mnoho spolků: sbor dobrovolných hasičů, sokolská jednota, divadelní ochotníci, včelaři i zahrádkáři. Nejvýznamnější byl plavecký spolek Vltavan, založený roku 1897, který sdružoval plavce (voraře, šífaře), ledaře, pískaře, rybáře a další profese spojené s vodou. Vltavan se věnoval též sociální a kulturní činnosti, je s ním spojeno i jméno místního skladatele Antonína Borovičky.
V Davli v mládí žil spisovatel Vladislav Vančura, žili zde například konstruktér Vojtěch Kryšpín, akademická malířka Cyrila Dítětová, spisovatelka a učitelka Božena Hoffmeisterová, kontrabasista České filharmonie Zdeněk Benda, narodil se zde stavitel František Troníček.
Obec má základní síť prodejen, zdravotnické zařízení, základní školu, poštu, sportovní halu, společenský sál, spořitelnu a knihovnu. Nachází se zde také výjezdové stanoviště soukromé záchranné služby Asociace samaritánů České republiky. V roce 2006 byla budována kanalizace a čistírna odpadních vod.

### Územněsprávní začlenění
Dějiny územněsprávního začleňování zahrnují období od roku 1850 do současnosti. V chronologickém přehledu je uvedena územně administrativní příslušnost obce v roce, kdy ke změně došlo:
- 1850 země česká, kraj Praha, politický okres Smíchov, soudní okres Zbraslav[5]
- 1855 země česká, kraj Praha, soudní okres Zbraslav
- 1868 země česká, politický okres Smíchov, soudní okres Zbraslav
- 1927 země česká, politický okres Praha-venkov, soudní okres Zbraslav[6]
- 1939 země česká, Oberlandrat Praha, politický okres Praha-venkov, soudní okres Zbraslav[7]
- 1942 země česká, Oberlandrat Praha, politický okres Praha-venkov-jih, soudní okres Zbraslav[8]
- 1945 země česká, správní okres Praha-venkov-jih, soudní okres Zbraslav[9]
- 1949 Pražský kraj, okres Praha-jih[10]
- 1960 Středočeský kraj, okres Praha-západ
- 2003 Středočeský kraj, obec s rozšířenou působností Černošice

### Rok 1932
V městysi Davle (přísl. Měchenice, Sloup, Svatý Kilián, 1560 obyvatel, poštovní úřad, telegrafní úřad, telefonní úřad, přístav, četnická stanice, katol. kostel, synagoga, sbor dobrovolných hasičů) byly v roce 1932 evidovány tyto živnosti a obchody: lékař, 2 nákladní autodopravci, biograf Sokol, 2 cihelny, továrna na elektromotory, holič, 16 hostinců, hotel Helgoland, hrnčíř, kapelník, 2 klempíři, konsum Včela, 3 kováři, kožišník, 3 krejčí, 4 nákladní lodní dopravci, lom, malíř pokojů, obchod s materiálním zbožím, obchod s obuví Baťa, 4 obuvníci, palivo, 2 pekaři, pila, pokrývač, realitní kancelář, 9 rolníků, výroba kožených rukavic, 4 řezníci, sadař, 10 obchodů se smíšeným zbožím, soustružník, spořitelní a záložní spolek pro Davli, 3 stavitelé, 4 švadleny, 5 trafik, 5 truhlářů, obchod se zemskými plodinami.

## Obyvatelstvo

### Počet obyvatel
Počet obyvatel je uváděn za Davle podle výsledků sčítání lidu včetně místních části, které k nim v konkrétní době patří. Je patrné, že stejně jako v jiných menších městech Česka počet obyvatel v posledních letech roste. V celé davlecké aglomeraci nicméně žije necelých 2 tisíce obyvatel.
| 1869  | 1880  | 1890  | 1900  | 1910  | 1921  | 1930  | 1950  | 1961  | 1970  | 1980  | 1991  | 2001  | 2011  |
| ----- | ----- | ----- | ----- | ----- | ----- | ----- | ----- | ----- | ----- | ----- | ----- | ----- | ----- |
| 1 057 | 1 129 | 1 089 | 1 291 | 1 218 | 1 100 | 1 426 | 1 431 | 1 566 | 1 355 | 1 353 | 1 217 | 1 168 | 1 463 |

| 1869 | 1880 | 1890 | 1900 | 1910 | 1921 | 1930 | 1950 | 1961 | 1970 | 1980 | 1991 | 2001 | 2011 |
| ---- | ---- | ---- | ---- | ---- | ---- | ---- | ---- | ---- | ---- | ---- | ---- | ---- | ---- |
| 147  | 153  | 164  | 178  | 179  | 180  | 289  | 649  | 276  | 337  | 349  | 401  | 414  | 459  |

## Území obce
Obec má dvě katastrální území (Davle a Sázava u Davle), v nichž jsou stanoveny tři části obce:
- Davle (na levém břehu Vltavy, ke k. ú. Davle patří také osada Libřice na pravém břehu Vltavy u ústí Zahořanského potoka, osada Račany na vyvýšenině nedaleko západně od samotné Davle a lokalita Svatý Kilián v jižní části území obce.)
- Sloup (na levém břehu Vltavy na kopci, patří ke katastrálnímu území Davle, které zaujímá celou šířku hřebene až k Bojovskému potoku)
- Sázava (též samostatné katastrální území Sázava u Davle, na pravém břehu Vltavy a Sázavy)

Davle sousedí na jihu u řeky se Štěchovicemi, podél Sloupu s Hvozdnicí, na Bojovském potoku s Klíncem, na severu na levém břehu s Měchenicemi. Na pravém břehu Vltavy sousedí na severu s Oleškem (obec Březová-Oleško), na západě s katastrálním územím Sázava u Petrova (místní část Chlomek obce Petrov). Přes Sázavu sousedí davelská část Sázava s obcí Hradištko.
Největšími vrcholy na území obce jsou Suchý vrch (381 m n. m.) nad Svatým Kiliánem, Řeřichový vrch (367 m n. m.) západně od Sloupu, Stará hora (324 m n. m.) severozápadně od Sloupu.

## Pamětihodnosti
- Ostrov (zřícenina kláštera svatého Jana Křtitele)
- Kostel svatého Kiliána (v jižní části Davle), jediný tohoto zasvěcení v Čechách
- Novobarokní kaple Navštívení Panny Marie z roku 1897 (v centru Davle; v roce 2010 prohlášena za kulturní památku)
- Statek v místní části Sázava, s chráněným památkovým dubem

## Mosty

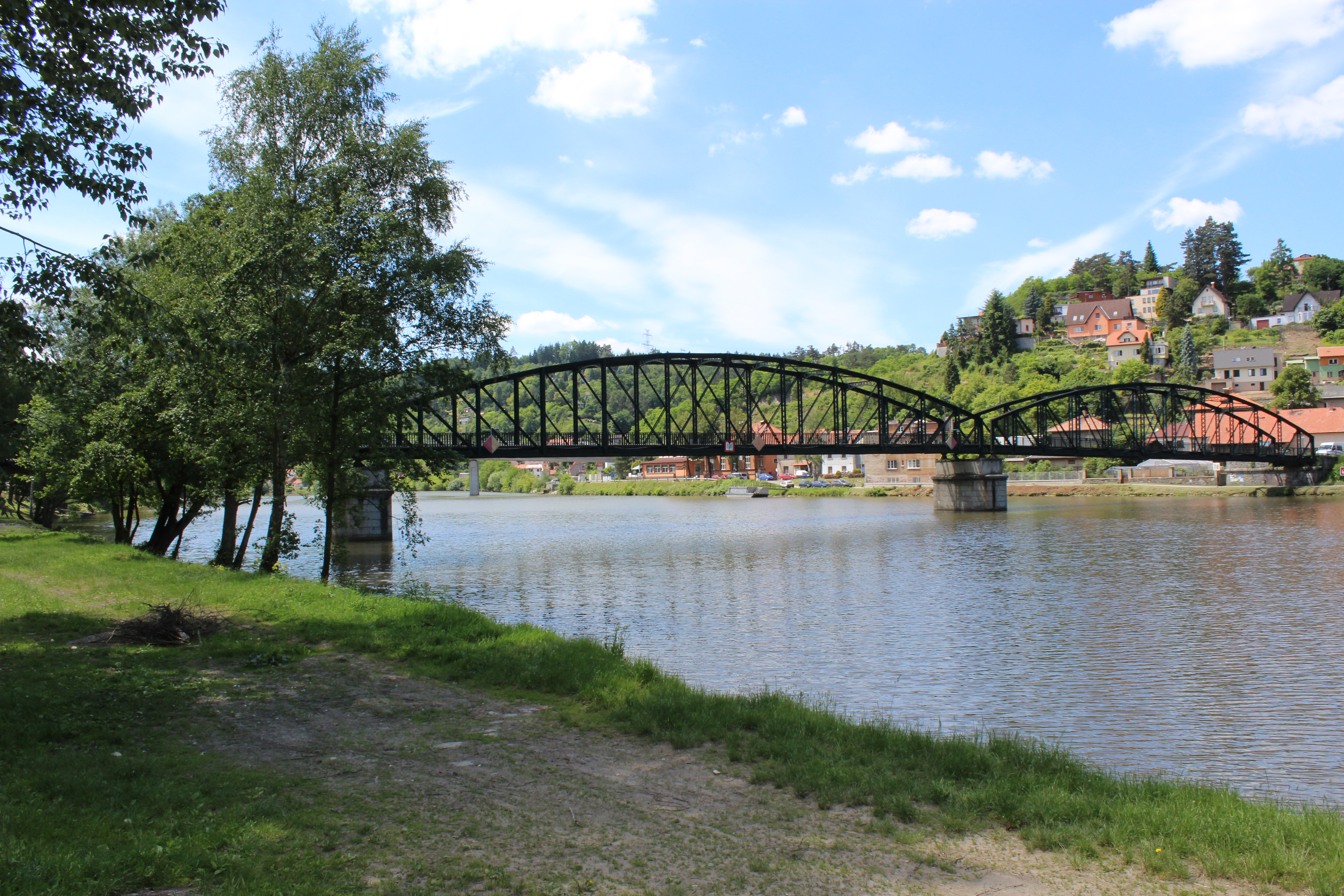
Starý Davelský most z pravého břehu Vltavy

V obci jsou dva mosty přes Vltavu: Starý davelský most z roku 1905, který je nyní rekonstruován na lávku, a silniční most Vltavanů, zprovozněný v roce 1991. Přes Sázavu v blízkosti soutoku žádný most ani přívoz nevede (v minulosti zde však přívoz byl), nejbližší sázavský most spojuje Petrov a Pikovice asi 3 kilometry před soutokem. V Davli zasahuje na obě řeky vzdutí vodní nádrže Vrané, starý davelský most byl kvůli ní pro umožnění plavby parníků v roce 1934 ve středním poli o 1,5 metru zvyšován. V minulosti byly v Davli přes Vltavu tři přívozy: jeden od sv. Kiliána k hospodě Mandát, druhý u soutoku se Sázavou a třetí z Libřice do Davle.

## Doprava
Dopravní síť
- Železnice – Podél pravého břehu Vltavy a Sázavy vede železniční trať 210, tzv. Posázavský pacifik od Prahy do Jílového a Čerčan. Je to jednokolejná regionální trať, doprava byla v úseku Skochovice - Jílové u Prahy zahájena roku 1900. V okolí Libřice prochází trať třemi tunely, z nichž pouze třetí je na území Davle. Nádraží Davle je umístěno mezi oběma davelskými mosty. Železniční zastávka Libřice, později Davle-Libřice, mezi druhým a třetím tunelem byla v provozu do 1. května 1975 a byla zrušena byla v rámci rekonstrukce přilehlých tunelů; chystaná elektrizace trati nebyla dosud realizována. Při západním okraji území Davle vede údolím Bojovského potoka druhá, dobříšská větev této trati.

- Pozemní komunikace – Centrem Davle prochází silnice II/102 (Praha–Štěchovice), která Davlí prochází pod názvy ulic Na Javorce, Školní, Na náměstí, K pivovaru a Kiliánská. Po ní je vedena nejvýznamnější část autobusové dopravy, linek Pražské integrované dopravy. Mimoúrovňovým křížením přes most Vltavanů na ni kolmo navazuje silnice II/104 přes Davli-Sázavu na východ do Jílového. Z Davle odbočuje též (jako ulice Vltavská) silnice III. třídy na západ (jihozápad), k níž se na hřebeni připojuje silnice od Měchenic a která dále pokračuje přes Davli-Sloup, Bojanovice a Čisovice do Mníšku pod Brdy.

Veřejná doprava 2011
- Autobusová doprava – Z městyse vedly autobusové linky např. do těchto cílů: Hradištko, Jílové u Prahy, Kamenice, Milevsko, Neveklov, Nová Ves pod Pleší, Nový Knín, Praha Smíchov, Sedlčany.

- Železniční doprava – Po trati 210 vede linka S8 (Praha - Vrané nad Vltavou - Čerčany) v rámci pražského systému Esko. Železniční stanicí Davle jezdilo denně 12 párů osobních vlaků.

## Turistické trasy
Přes Libřici vede pobřežní vltavsko-sázavská červená turistická značená trasa č. 0001 od Vraného, dále podél železniční tratě a proti toku Sázavy k Pikovicím. Žlutě značená trasa č. 6075 vede rovněž na východ, podél silnice II/104 směrem na Chlomek a Petrov a k Jílovému; po podobné trase vede cyklotrasa č. 19 (zatím jediná značená cyklotrasa na území Davle). Z Libřice je modře značena trasa č. 1037 na východ údolím Zahořanského potoka. Zeleně značená trasa č. 3041 vede z Davle na západ přes Sloup do Bojova.

## Fotografie

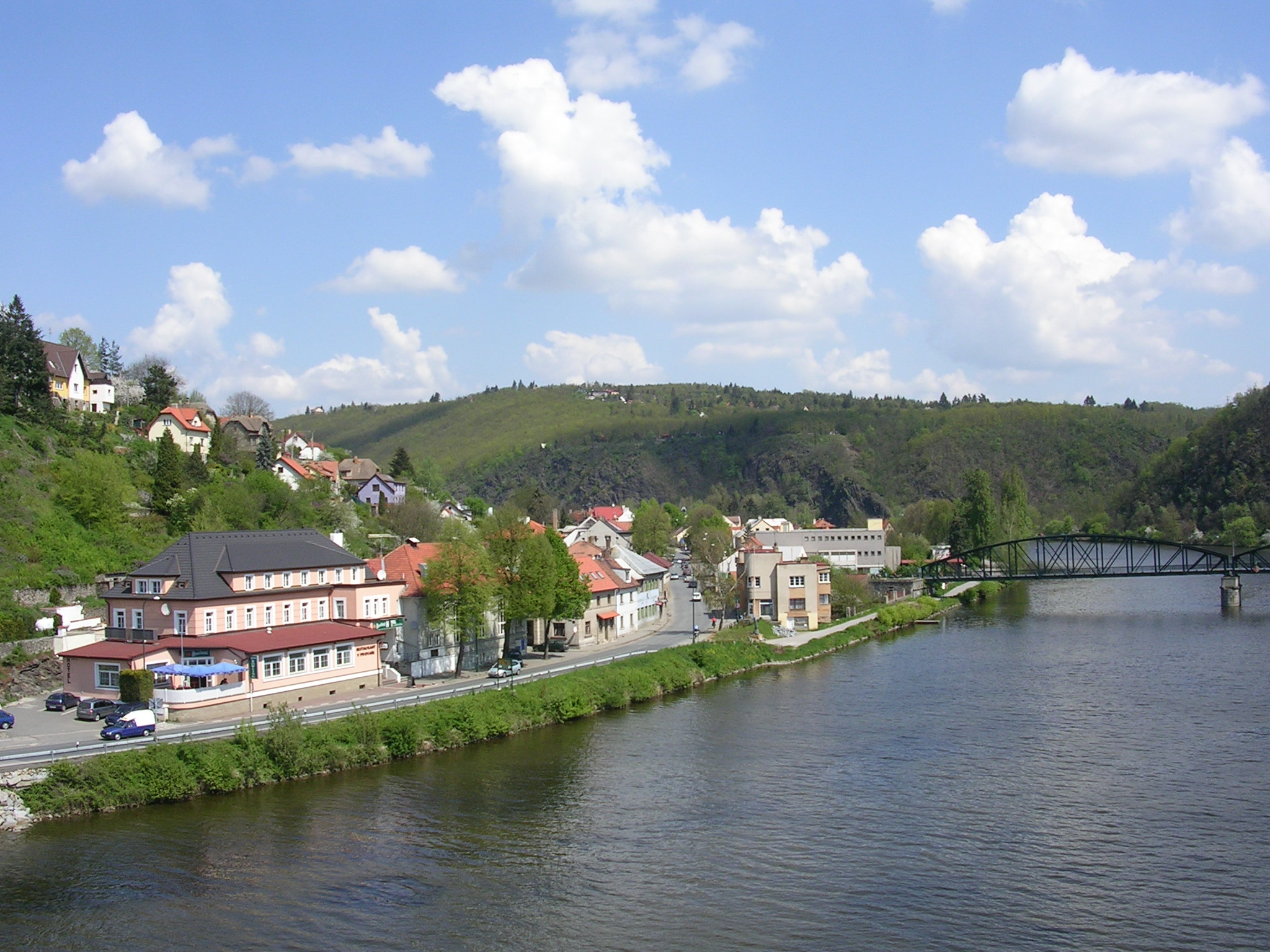
Davle – pohled z mostu Vltavanů
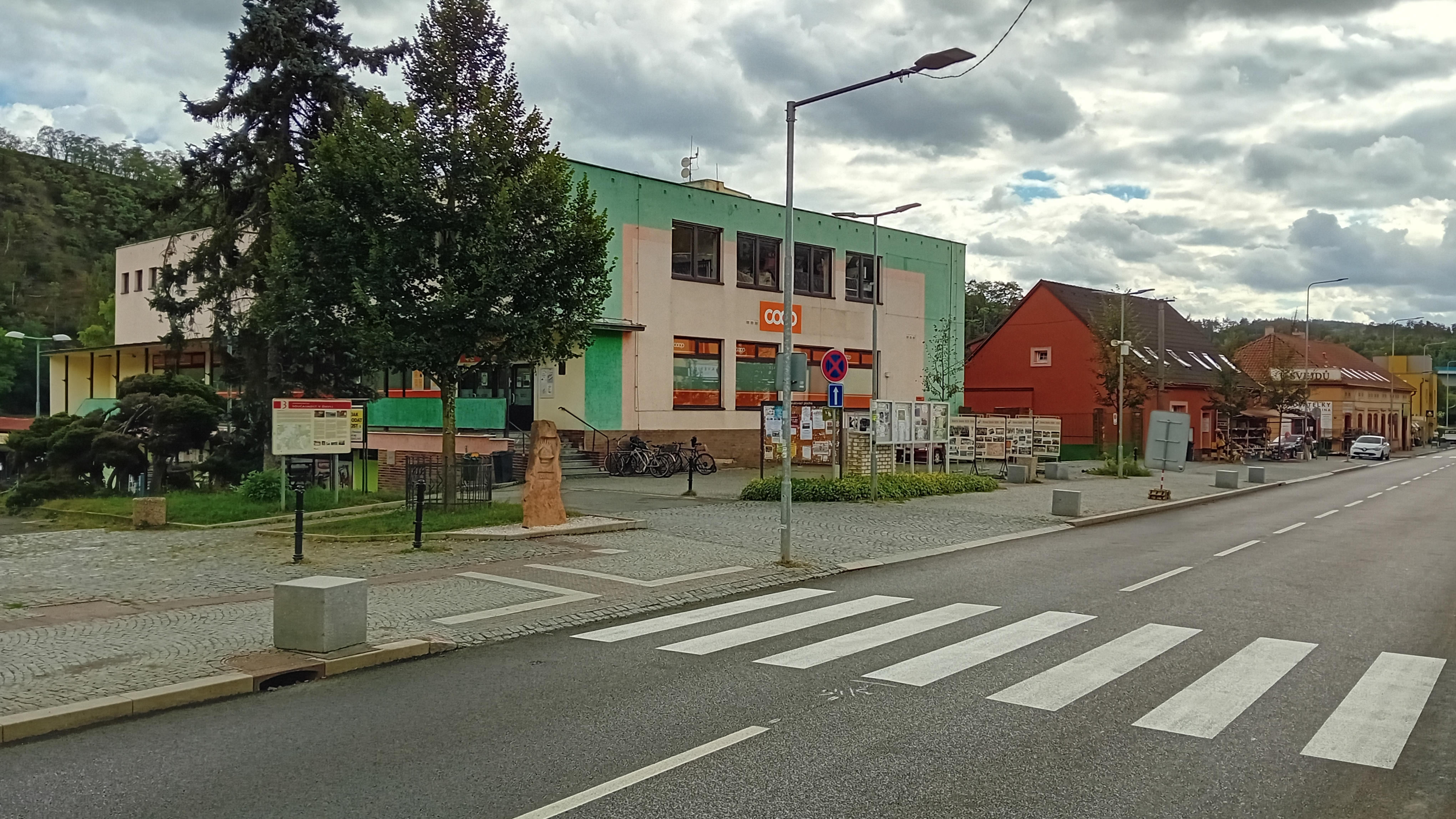
Nákupní středisko Jednota na náměstí
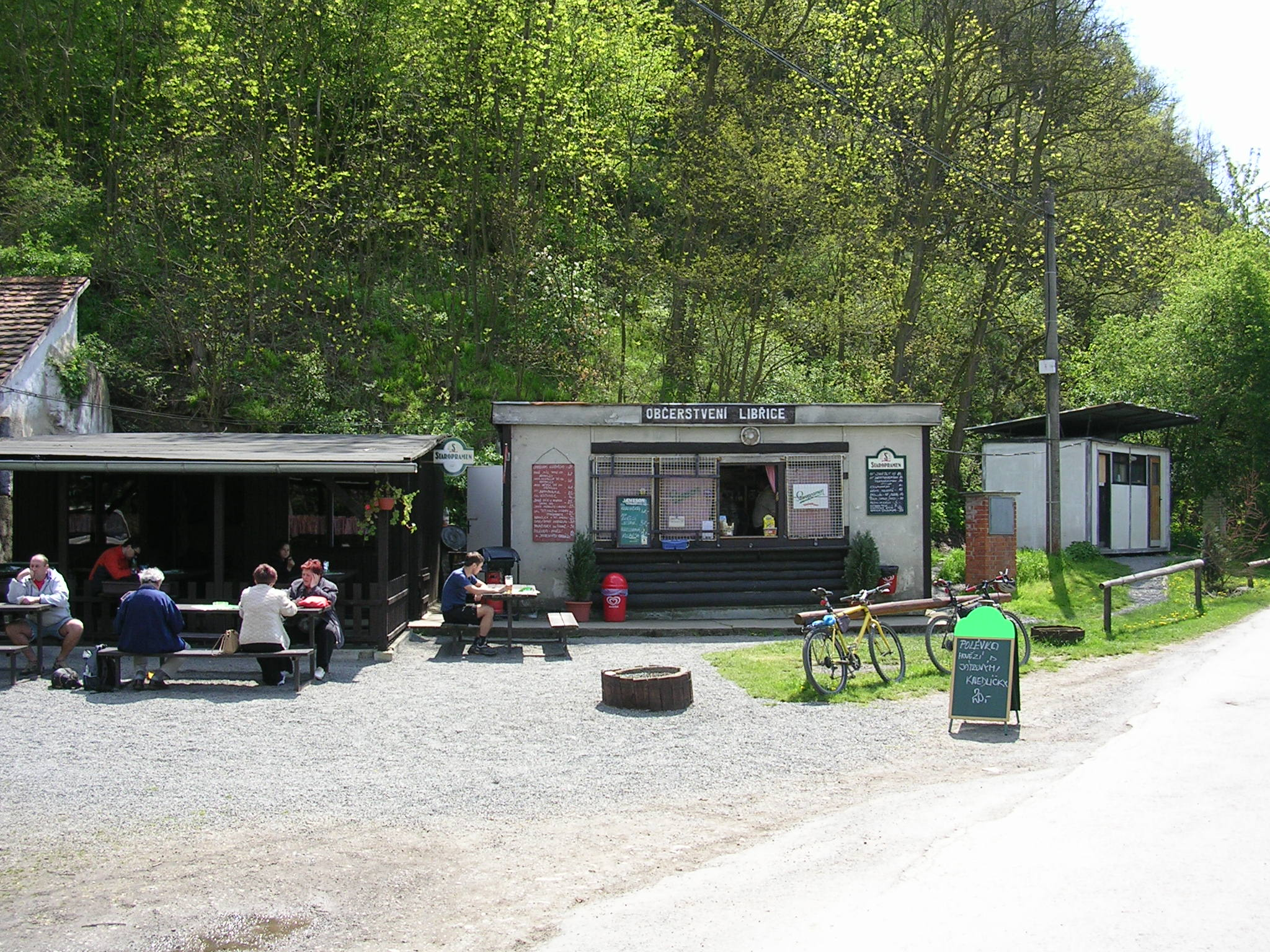
Občerstvení v Libřici u řeky
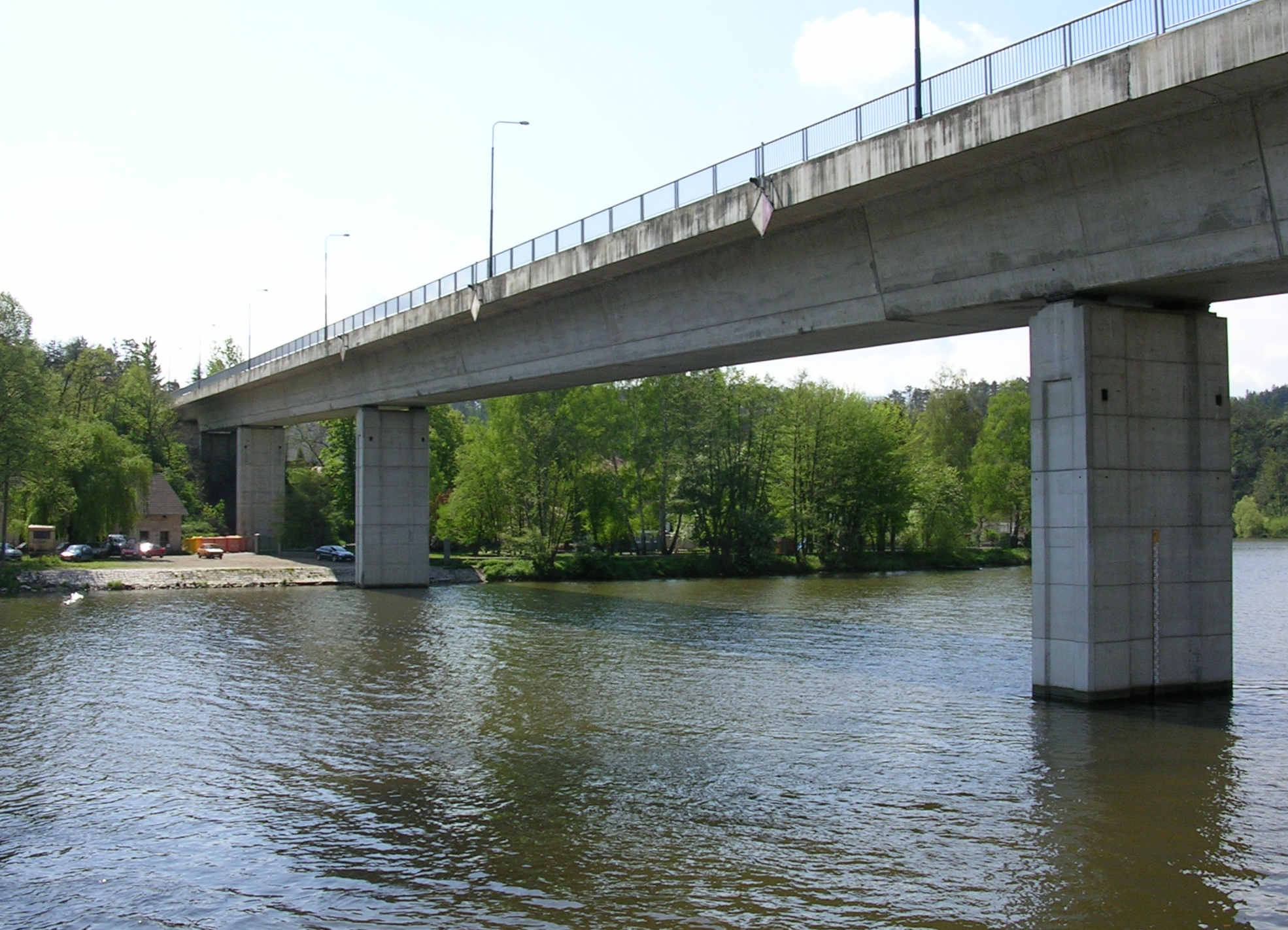
Most Vltavanů zprovozněný roku 1991
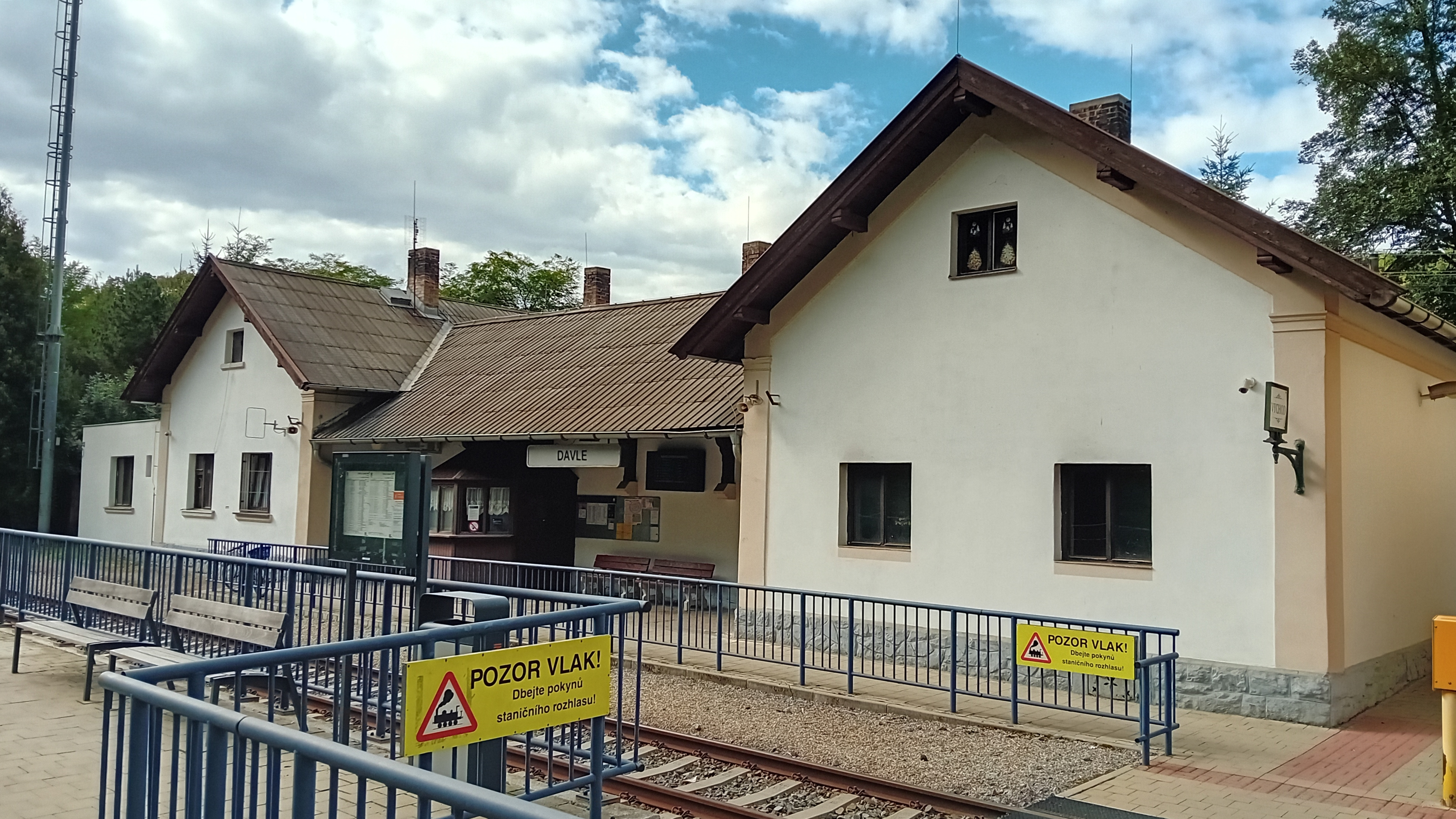
Nádraží Davle
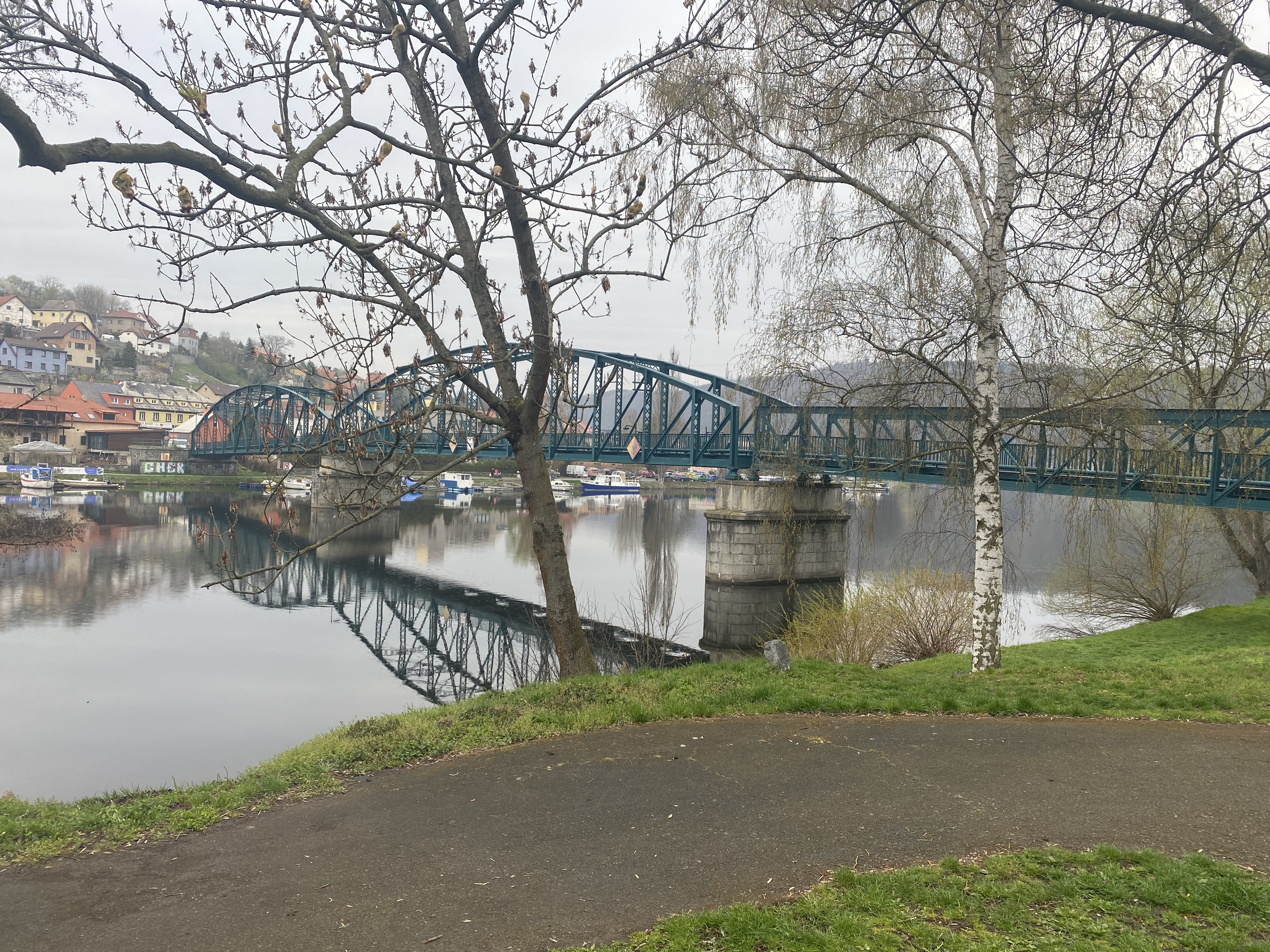
Davle most pro pěší - rok 2022
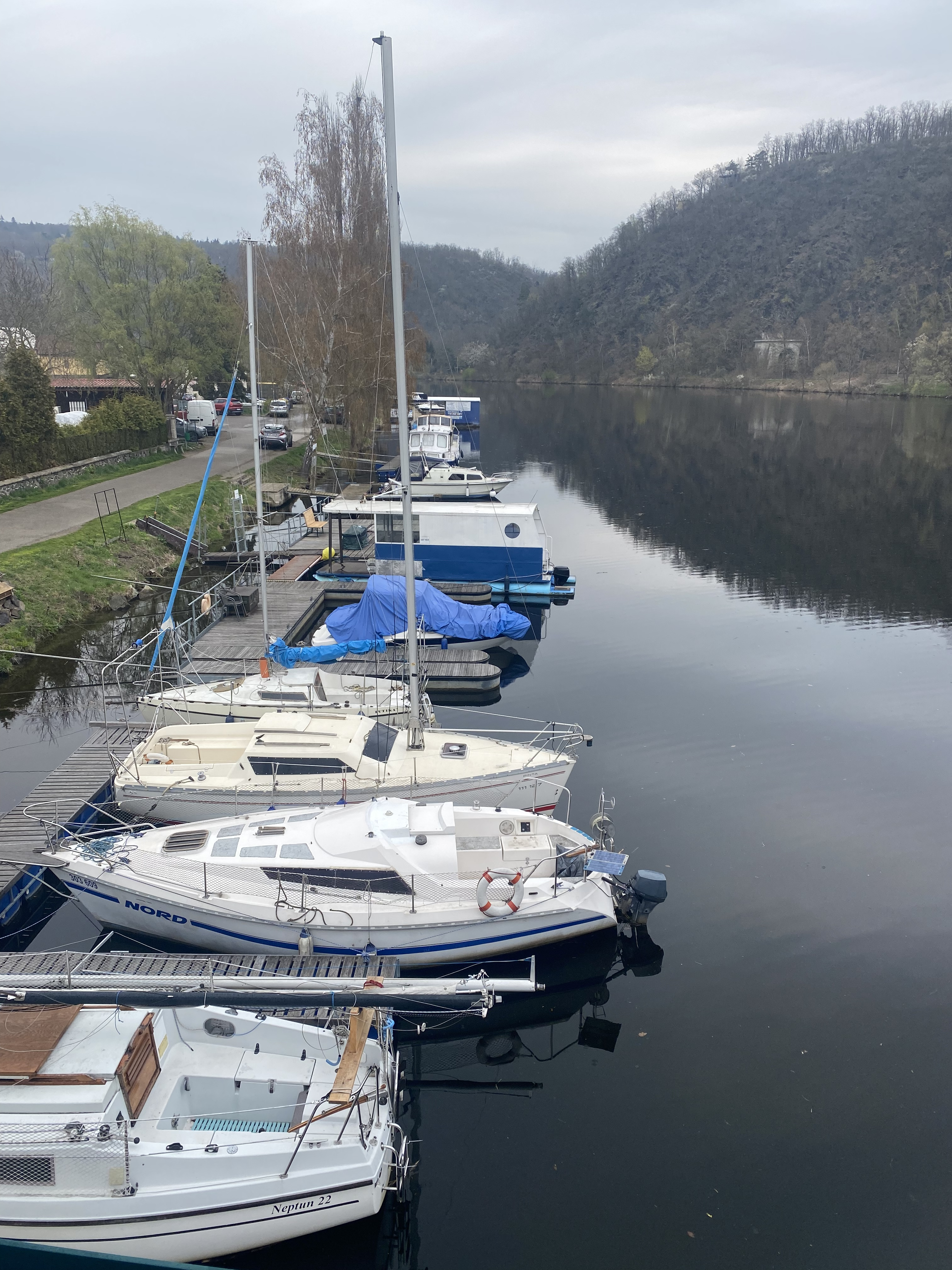
Davle přístav - rok 2022